# Goldschnepfen

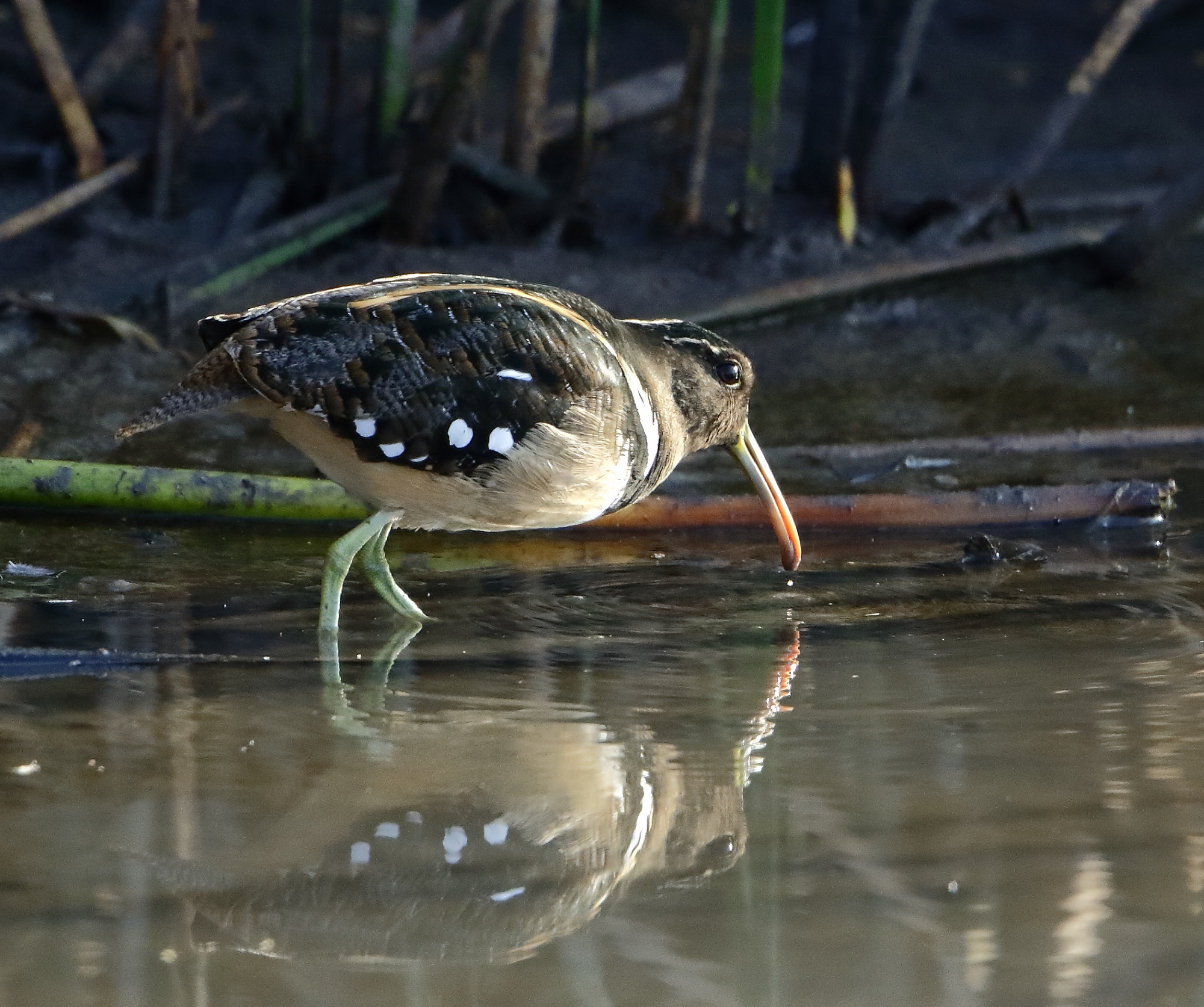
Weißflecken-Goldschnepfe (Nycticryphes semicollaris)

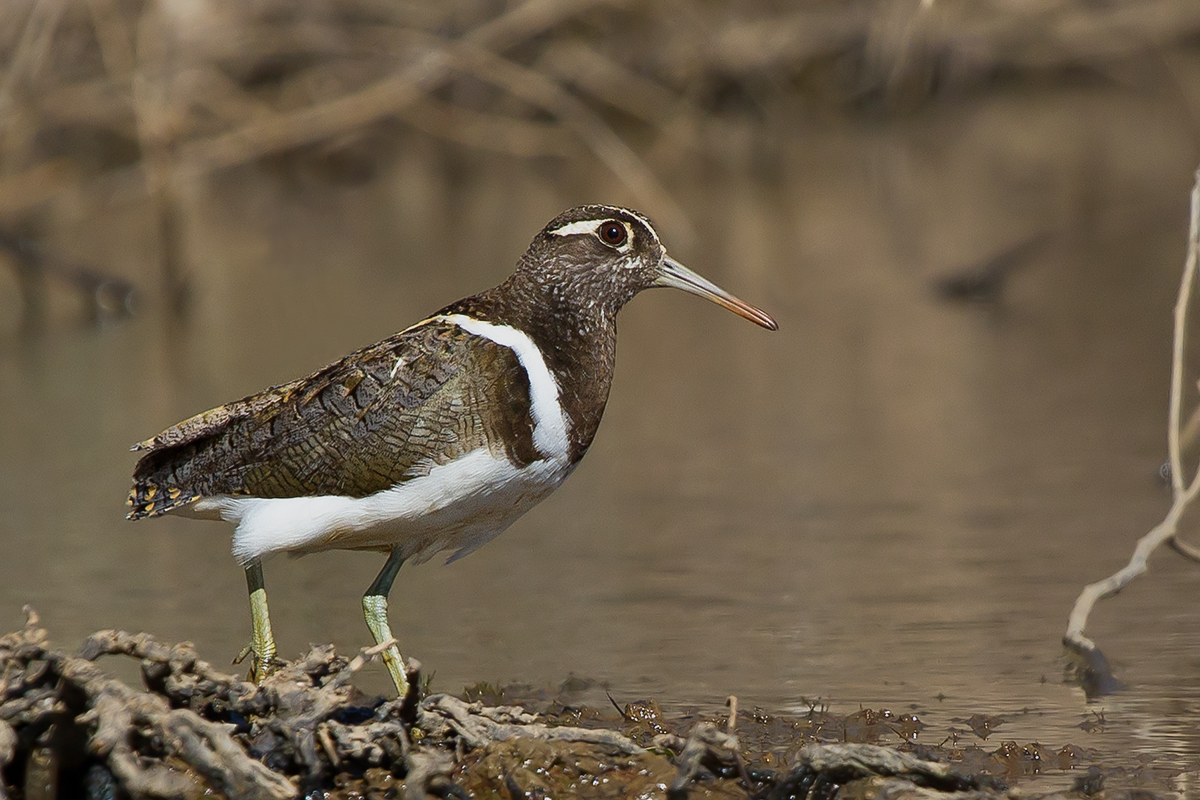
Weibchen der Schmuckschnepfe (Rostratula australis)

Die Goldschnepfen (Rostratulidae) sind eine Familie in der Ordnung der Regenpfeiferartigen (Charadriiformes). Die Familie umfasst drei Arten in zwei Gattungen, die voneinander im Aussehen und vor allem in der Lebensweise sehr verschieden sind.

## Merkmale
Goldschnepfen sind von typischer Schnepfengestalt. Sie sind mittelgroße Vögel (bis 28 cm) und haben einen langen Schnabel, der leicht abwärts gebogen ist. Von echten Schnepfen sind sie durch das buntere Gefieder, den kürzeren Schwanz und die langen Beine unterschieden, die wie bei Rallen im Fluge nach unten baumeln. Der Flug ist langsam und wirkt unbeholfen, selten führt er über weitere Strecken und praktisch nie in Höhen über 10 m. Bei Gefahr bevorzugen es Goldschnepfen, sich in erstarrter Haltung zu verstecken, und nur bei äußerster Gefahr fliegen sie auf. Die sehr langen Beine enden in langen, weit gespreizten Zehen. Diese helfen durch ihre große Fläche dabei, im schlammigen Grund nicht einzusinken. Die Weißflecken-Goldschnepfe weist basale Schwimmhäute auf, die Bunt-Goldschnepfe nicht. Beide Arten können schwimmen, machen aber nur selten von dieser Fähigkeit Gebrauch.
In der Gefiederfärbung gibt es auffällige Übereinstimmungen bei beiden Arten. Beide haben einen weißen Augenring, der sich zum Hinterkopf hin fortsetzt. Im Gefieder herrschen rotbraune Farbtöne vor, die metallisch schimmern. Die Unterseite ist bei beiden Arten weiß.
Eine Besonderheit der altweltlichen Bunt-Goldschnepfe ist der umgekehrte Sexualdimorphismus: Die Weibchen sind größer, schwerer und leuchtender als die Männchen. Bei der südamerikanischen Weißflecken-Goldschnepfe gibt es hingegen überhaupt keinen äußerlich sichtbaren Geschlechtsdimorphismus.

## Verbreitung und Lebensraum
Goldschnepfen haben ein sehr großes Verbreitungsgebiet. Die Bunt-Goldschnepfe ist in weiten Teilen Afrikas verbreitet, in Süd-, Ost- und Südostasien sowie in der Osthälfte Australiens. Die Weißflecken-Goldschnepfe bewohnt die Nordhälfte Argentiniens und Chiles, den äußersten Süden Brasiliens sowie Paraguay und Uruguay. 
Goldschnepfen sind ans Wasser gebunden, brauchen also Sümpfe, Überschwemmungsebenen oder Ufer stehender Gewässer. Oft sind ihre Habitate mit dichter Vegetation bewachsen, das Wasser muss flach sein. Auch Reisfelder bilden für beide Arten ein ideales Habitat.

## Lebensweise

### Aktivität
Außerhalb der Brutzeit sind Goldschnepfen Einzelgänger. Sie sind hauptsächlich in der Morgen- und Abenddämmerung aktiv, in mondhellen Nächten auch nachts. Die Bunt-Goldschnepfe trifft man ausnahmsweise auch am helllichten Tage an, die Weißflecken-Goldschnepfe jedoch niemals.

### Nahrung
Als Allesfresser nehmen Goldschnepfen sowohl tierische wie auch pflanzliche Nahrung zu sich. Bei den Tieren stellen Wirbellose die Nahrung, beispielsweise Wasserinsekten, Schnecken, Würmer und Krebstiere. Bei den Pflanzen überwiegen Gräser, darunter auch kultivierte Arten wie Reis. Für die Nahrungssuche wird der schlammige Grund mit dem Schnabel untersucht. Dabei gehen die Vögel fortwährend umher.

### Fortpflanzung

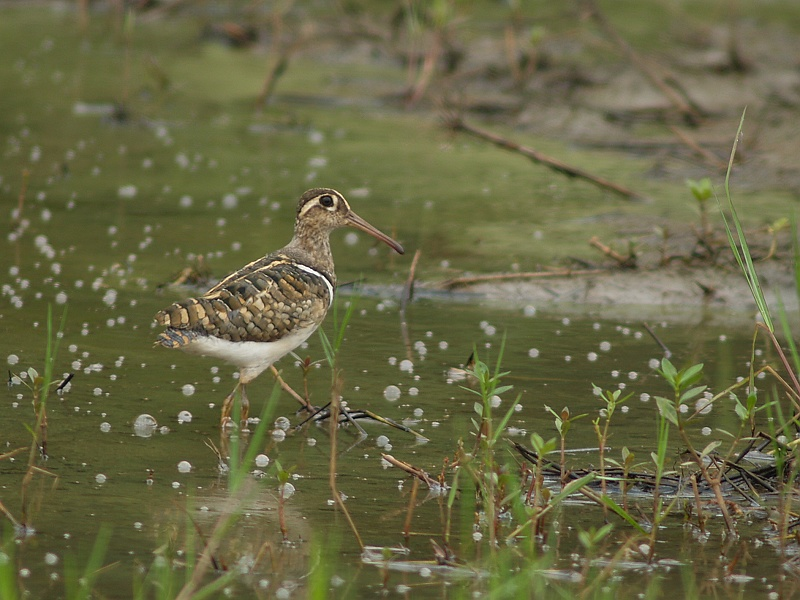
Die männliche Bunt-Goldschnepfe ist viel unauffälliger gefärbt als das Weibchen

Beide Arten haben vollkommen unterschiedliche Fortpflanzungsstrategien. Bei der Bunt-Goldschnepfe herrscht Polyandrie; lediglich bei sehr geringen Populationsdichten gibt es auch Fälle von Monogamie. Die Paare der Weißflecken-Goldschnepfe leben immer in Monogamie.
Bei der Bunt-Goldschnepfe paart sich das Weibchen mit zwei bis vier Männchen. Es ist für gewöhnlich nicht am Nestbau, an der Brut und an der Jungenaufzucht beteiligt. Nach der Eiablage kümmert sich das Weibchen nicht mehr um den Nachwuchs, verteidigt aber weiterhin das Revier, in dem seine Männchen brüten. Dagegen teilen sich bei der Weißflecken-Goldschnepfe beide Partner alle Aufgaben. Doch auch bei den wenigen Fällen monogamer Bunt-Goldschnepfen kommt es zur Aufgabenteilung der Partner.
Das Nest ist eine kleine Grube, die mit weichen Pflanzenteilen ausgelegt wird. Das Gelege besteht aus zwei bis fünf Eiern, wobei die Gelege der Bunt-Goldschnepfe größer als die der Weißflecken-Goldschnepfe sind. Gebrütet wird 15 bis 20 Tage. Die Jungvögel sind Nestflüchter.

## Stammesgeschichte
Ein Fossil aus dem Eozän, Rhynchaeites messelensis, wurde zunächst für eine Goldschnepfe gehalten, später aber als kleiner Ibis bestimmt. Die erste sichere fossile Art der Goldschnepfen, die gefunden wurde, war Rostratula minator aus dem Pliozän Südafrikas; diese Art war kleiner als eine Bunt-Goldschnepfe, aber größer als eine Weißflecken-Goldschnepfe. Mit Rostratula pulia ist auch eine europäische Art bekannt; sie lebte im Miozän und ist aus Fossilfunden in Tschechien überliefert.

## Systematik
Es ist heute meistens wegen der erheblichen Unterschiede in der Lebensweise und in der Morphologie üblich, die Weißflecken-Goldschnepfe und die anderen zwei Arten je eigenen Gattungen zuzuordnen. Die Weißflecken-Goldschnepfe wird der Gattung Nycticryphes zugeteilt, die zwei anderen der Gattung Rostratula:
- Weißflecken-Goldschnepfe (Nycticryphes semicollaris (Vieillot, 1816))
- Schmuckschnepfe (Rostratula australis (Gould, 1838))
- Bunt-Goldschnepfe (Rostratula benghalensis (Linnaeus, 1758))

Die systematische Stellung der Goldschnepfen war lange Zeit unklar. In vielen anatomischen Merkmalen erinnern sie an Rallen, äußerlich haben sie Ähnlichkeiten zu den Schnepfenvögeln. Es gibt jedoch eine ganze Anzahl von Merkmalen, die Goldschnepfen mit den Blatthühnchen gemeinsam haben. Da ist zunächst der umgekehrte Sexualdimorphismus der Bunt-Goldschnepfe, der auch bei fast allen Arten der Blatthühnchen vorherrscht. Zudem haben Goldschnepfen und Blatthühnchen je zehn Handschwingen, während alle anderen Regenpfeiferartigen über deren elf verfügen. 
Heute geht man davon aus, dass Goldschnepfen und Blatthühnchen Schwestergruppen sind. Beide werden manchmal in einer Überfamilie Jacanoidea zusammengefasst, und dieses Taxon ist wiederum eine Schwestergruppe der Höhenläufer.

## Menschen und Goldschnepfen
Da Goldschnepfen auch in Reisfeldern zu Hause sind, leben sie vielerorts in der Nähe von Menschen. Vor allem in Indien wurden Goldschnepfen während der britischen Kolonialherrschaft gerne gejagt. Es war eine reine Sportjagd, die geschossenen Tiere wurden nicht verwertet. Dagegen wird in Argentinien und Chile das Fleisch der Goldschnepfen gegessen, wenn auch selten.
Beide Arten sind wegen ihrer riesigen Verbreitungsgebiete nicht bedroht. Jedoch sind sie lokal selten geworden, so etwa in Indien und Japan. Dies dürfte vor allem mit der fortschreitenden Zerstörung ihrer Lebensräume zusammenhängen.